# Saint-Martin-des-Plains
Saint-Martin-des-Plains – miejscowość i gmina we Francji, w regionie Owernia-Rodan-Alpy, w departamencie Puy-de-Dôme.
Według danych na rok 1990 gminę zamieszkiwało 115 osób, a gęstość zaludnienia wynosiła 30 osób/km² (wśród 1310 gmin Owernii Saint-Martin-des-Plains plasuje się na 729. miejscu pod względem liczby ludności, natomiast pod względem powierzchni na miejscu 1017.).